# Lads and Jockeys
Pour plus de détails, voir Fiche technique et Distribution.
Lads and Jockeys est un documentaire français réalisé par Benjamin Marquet et sorti en 2008.

## Fiche technique
- Titre : Lads and Jockeys
- Réalisation : Benjamin Marquet
- Scénario : Benjamin Marquet
- Photographie : Sébastien Buchmann, Laurent Chalet et Benjamin Marquet
- Son : Benjamin Laurent
- Montage : Isabelle Devinck et Emmanuelle Joly
- Production : Groupe 2
- Pays d'origine :  France
- Genre : documentaire
- Durée : 100 minutes
- Date de sortie : France - 3 décembre 2008